# 206 Hersilia
206 Hersilia este un asteroid din centura principală, descoperit pe 13 octombrie 1879, de Christian Peters.